# چیدل، گریتر منچستر
چیدل (به انگلیسی: Cheadle) یک شهرک در بریتانیا است که در Stockport واقع شده‌است. چیدل ۳٫۲۷ کیلومتر مربع مساحت و ۵٬۶۹۸ نفر جمعیت دارد.